# Médaille d'honneur de la Police nationale
La médaille d’honneur de la Police nationale, qui est toujours décernée, a été créée en 1903 sous le nom de médaille d’honneur de la police municipale et rurale et a été désignée sous le nom de médaille d’honneur de la Police française de 1936 à 1996.

## Historique
Elle a été instituée par le décret du 3 avril 1903, sur la demande d'Émile Combes, ministre de l’Intérieur, sous la dénomination de « Médaille d’honneur de la police municipale et rurale » et attribuée aux agents comptant au moins 20 ans de services irréprochables non compris le service militaire.
Le décret du 4 février 1905 a étendu son attribution, sur proposition du gouverneur général de l’Algérie, aux agents de la police municipale et rurale en poste en Algérie.
Le décret du 17 novembre 1936 change sa dénomination en « médaille d’honneur de la Police française ».
Sa remise a été étendue en 1972, aux personnels administratifs titulaires des cadres de la Police nationale.
Le décret no 96-342 du 22 avril 1996 lui donne son nom actuel de « médaille d’honneur de la Police nationale ».
Le décret no 2013-1170 du 17 décembre 2013 crée deux échelons, « argent » et « or », pour récompenser respectivement vingt et trente-cinq années de service irréprochables. La médaille d'honneur pourra en outre être attribuée à l'échelon « or » à titre posthume lors d'un décès dans l'exercice des fonctions ou, à titre exceptionnel, à l'échelon « argent » ou « or », lors de la cessation de fonctions.

## Description

### Médaille d’honneur de la police municipale et rurale
| Avers | Revers |
| ----- | ------ |
|       |        |
|       |        |

### Médaille d’honneur de la Police française
| Argent | Argent | Or    | Or     | Or (avec étoile) |
| Avers  | Revers | Avers | Revers | Or (avec étoile) |
| ------ | ------ | ----- | ------ | ---------------- |
|        |        |       |        |                  |
|        |        |       |        |                  |